# Метод (2023)
«Метод» (англ. The Method) — российский художественный короткометражный фильм 2023 года режиссера Джексона Мартини снятый по его же сценарию. Фильм повествует о вымышленном режиссере, Викторе Ивановиче Скобелеве, который выбирает себя агрессивным наставником избалованного молодого актера и принимает жесткие меры, чтобы сделать из него настоящего приверженца системы Станиславского. Главные роли в фильме исполнили Юрий Григорьев, Георгий Диевский и Грегори Стирс.
Закрытая Российская премьера состоялась 12 июня 2023 года в кинотеатре Октябрь. Фильм стал участником множества независимых кинофестивалей и его мировая премьера ожидается в 2024 году. 

## Сюжет
История "Метода" начинается во время вечеринки, устроенной кинокомпанией для членов съемочной группы готовящегося к производству блокбастера посвященного советской банде гастролеров. В стороне от основного веселья, в углу банкетного зала, сидит известный режиссер Виктор Иванович Скобелев вместе с продюсерами Мосфильма - Михаилом и Николаем. Они пристально наблюдают за гостями, и Скобелев не скрывает своего разочарования в актерском составе, особенно выражая свою критику в адрес Дмитрия Румянцева, выбранного на главную роль Юрия Казакова, жестокого убийцы и грабителя инкассаторов. Считая Румянцева неспособным достоверно воплотить такую сложную роль из-за его поверхностности и недостатка актерского мастерства, Скобелев решает, что ради успеха проекта необходим киноэксперимент, целью которого будет радикальное внутреннее и внешнее преображение молодого актера.
Скобелев похищает в хлам пьяного Румянцева после банкета и помещает его в подсобку старого заброшенного театра, где актер просыпается, обнаружив себя обритым налысо и окруженным атрибутами, принадлежащими Казакову. Ошеломленный и потерянный, он медленно подходит к зеркалу, где его взгляд встречается с отражением, не похожим на привычное. Он не узнает в нем себя – перед ним стоит совсем другой человек. В этой изоляции Румянцев сталкивается с "реальностью" убийцы через страх, неизвестность и запись допроса Казакова, воспроизводимую на катушечном магнитофоне. Таким образом, Скобелев стремится погрузить актера в глубокий эмоциональный кризис, заставить его столкнуться лицом к лицу с жестокой реальностью своего персонажа. 
Появление самого Скобелева в подсобке и его последующий диалог с Румянцевым медленно перерастает в острую словесную конфронтацию между мастером и учеником. Скобелев бросает Румянцеву вызов, подвергая сомнению не только его актерские способности, но и личную зрелость, в то время как Румянцев, колеблясь между отрицанием и внутренним смятением, сталкивается с глубокими вопросами о своей сущности и предназначении как актера. Скобелев ставит перед Румянцевым вызов — погрузиться в роль Казакова не только внешне, но и эмоционально искренне и Румянцев в конечном счете его принимает.
Кульминацией эксперимента становится момент, когда Румянцев выходит на сцену, чтобы пройти своего рода испытание, в ходе которого он должен повторить слова Казакова перед полным залом. При выходе на сцену Румянцев пытается вжиться в роль Казакова, но он не верит сам себе и чувствует свою неискренность ведь слова убийцы кажутся ему парадоксальными. Он чувствует давление зрительского зала и в конечном итоге замечает самого Казакова в зрительском зале, что окончательно сокрушает молодого актера и он падает ниц. Это испытание становится переломным моментом для Румянцева, который теперь полностью отдается в руки Скобелева, принимая его метод.
В финале Скобелев отправляет Румянцева в провинцию, чтобы тот на собственном опыте почувствовал жизнь Казакова. Румянцев, понимая важность этого опыта, соглашается на это испытание, готовый принять и переосмыслить свою жизнь и карьеру.
Фильм завершается моментом, когда Румянцев, стоя у входа на вокзал, вскрывает конверт, полученный от Скобелева, и находит внутри свою старую модельную фотографию с подписью «Убрать», символизирующую его прошлое. Отбросив ее в сторону, Румянцев направляется к новой жизни, оставив позади свой прежний мир.

## В ролях
- Юрий Григорьев — Виктор Иванович Скобелев
- Георгий Диевский — Дима Румянцев
- Грегори Стирс — Юрий Казаков
- Игорь Сигаев — Борис Аркадьевич
- Волод Волко — ведущий / следователь Игошин
- Дэниел Брэндон — Продюсер Михаил
- Ник Уайт — Продюсер Николай

## Саундтрек
Саундтрек к фильму был написан Александром Чернавским совместно с режиссером фильма Джексоном Мартини и включает в себя шесть оригинальных композиций, два кавера и два ремикса. Кроме того, в финальных титрах играет исполнение романса "Жалобно Стонет Ветер Осенний" Уральским Русским Народным Хором и отрывок из выступления Оркестра Русских Народных Инструментов имени Некрасова в Брюсселе в 2020м году под названием "Музыка Русской Души".

### Список композиций
1. «Highway Chile Hendrix club mix» — Smile and Alexander Chernavsky
2. «Sleepy Time Time Cream club mix» — Smile and Alexander Chernavsky
3. «Feelin' Alright» — Alexander Chernavsky
4. «Repentance» — Alexander Chernavsky
5. «The Back Room» — Alexander Chernavsky
6. «Stagefright» — Alexander Chernavsky
7. «The Beast Within» — Greg Steers and Alexander Chernavsky Greg Dombrowski cover
8. «Lights on Stage» — Alexander Chernavsky
9. «Poetry of Madness» — Greg Steers and Alexander Chernavsky Greg Dombrowski cover
10. «Stagefright outro» — Alexander Chernavsky
11. Zhalobno Stonet Veter Osenny — Uralian Russian National Chorus
12. Music of the Russian Soul — Orchestra of Russian National Instruments